# CL-601
La CL-601 es una carretera autonómica de la Red Básica de la Junta de Castilla y León (España).

## Historia

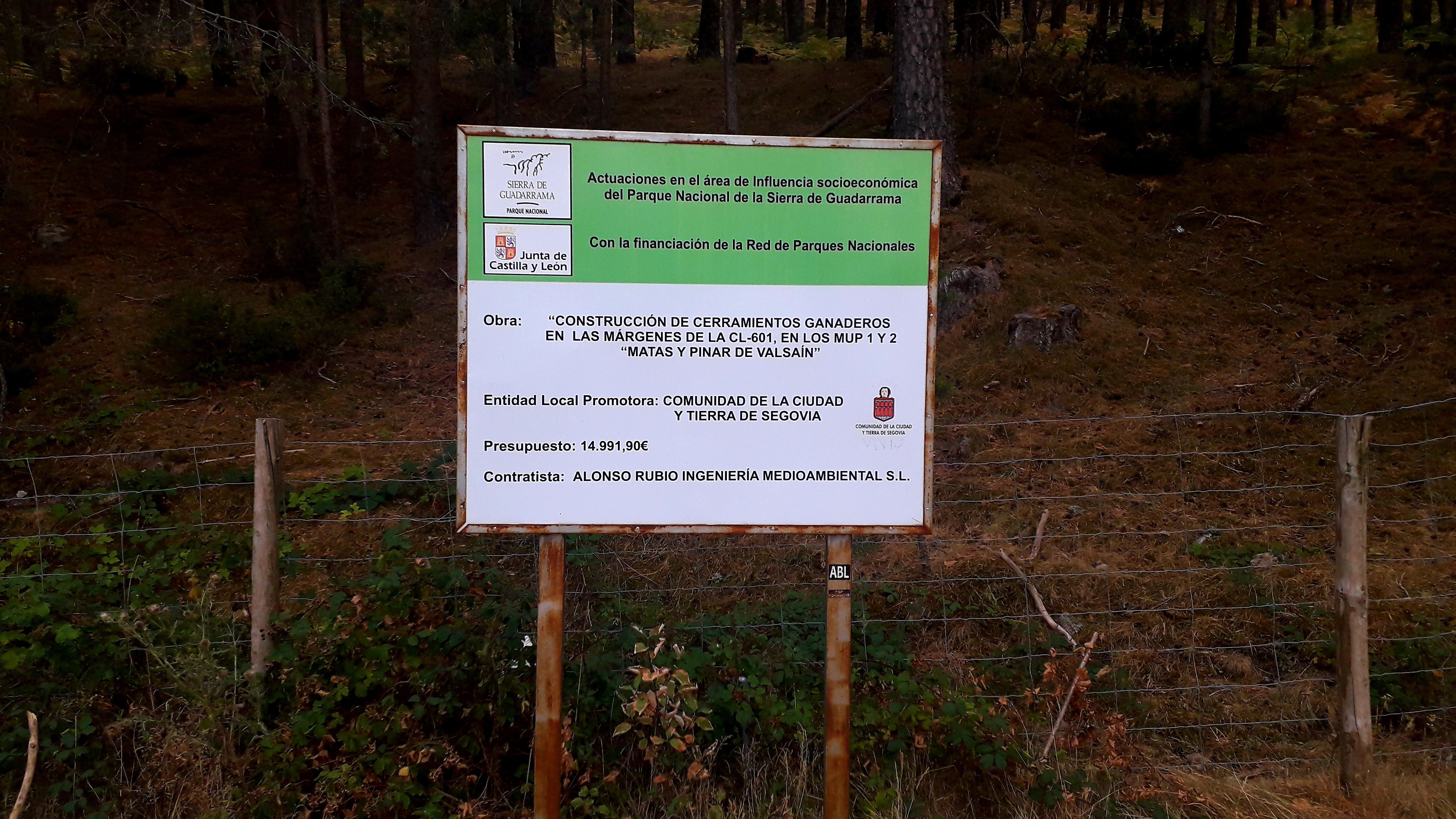
Cartel de obra pública en Valsaín junto a la CL-601 en el que aparece la Comunidad de Ciudad y Tierra de Segovia como promotora

Hasta 1984 la carretera entre Segovia y Valladolid formaba parte de la N-601, de Collado Villalba a León por Valladolid. En ese año el tramo entre Collado Villalba y Valladolid fue traspasado a las respectivas comunidades autónomas, denominándose el tramo castellanoleonés CL-601 y el madrileño M-601. Así mismo la N-601 pasó a ser la carretera de Madrid a León por Adanero, que anteriormente se denominaba N-403 entre Adanero y Valladolid.
Desde finales de la década de los 90 y principios de los 2000, la CL-601 se había convertido en un importante corredor regional entre Valladolid y Segovia, por lo que se acometieron reformas, ensanchando la calzada hasta los 12 metros, se crearon caminos de servicio, y se ejecutaron algunas variantes, como la de Carbonero El Mayor y Cuéllar, esta última en perfil de vía rápida, con cruces a distinto nivel y vallado.
El Plan Regional Sectorial de Carreteras 2002-2007 de la Junta de Castilla y León contemplaba el desdoblamiento a autovía de los accesos a Valladolid (Valladolid - El Brizo) y Segovia (CL-603 - SG-20), que se acometieron en los siguientes años, aunque bajo la nomenclatura CL-601 y velocidad máxima de 100 km/h.
En esa misma década se empezó a plantear la construcción de una autovía entre Valladolid y Segovia, desdoblando la CL-601, hecho que se convirtió en realidad en 2008; aunque pocos años antes se habían ejecutado más variantes, como la de Santiago del Arroyo, San Miguel del Arroyo-Viloria del Henar, Sanchonuño y Navalmanzano, a falta de concluir las de Portillo, Pinarejos y Roda de Eresma, que se construyeron cuando la autovía. Es por esta última razón por la que el kilometraje de la autovía está desfasado en un par de kilómetros con el original de la CL-601.
Al construirse la A-601 (Autovía de Pinares) sobre la calzada de la CL-601 entre Valladolid y Segovia, esta quedó descatalogada entre estas dos localidades, reduciéndose su recorrido a Segovia - Puerto de Navacerrada, y pasando a tener su origen en el enlace 8 de la SG-20. La carretera de Valladolid, desde La Lastrilla hasta la SG-20, ha sido denominado como CL-601a o SC-SG-29 y la Avenida Juan de Borbón entre la Glorieta del Espolón (en el barrio segoviano de La Albuera) y la SG-20 como CL-601a o SC-SG-26. El resto de travesías entre Valladolid y Segovia han sido transferidas a los respectivos ayuntamientos.

## Características

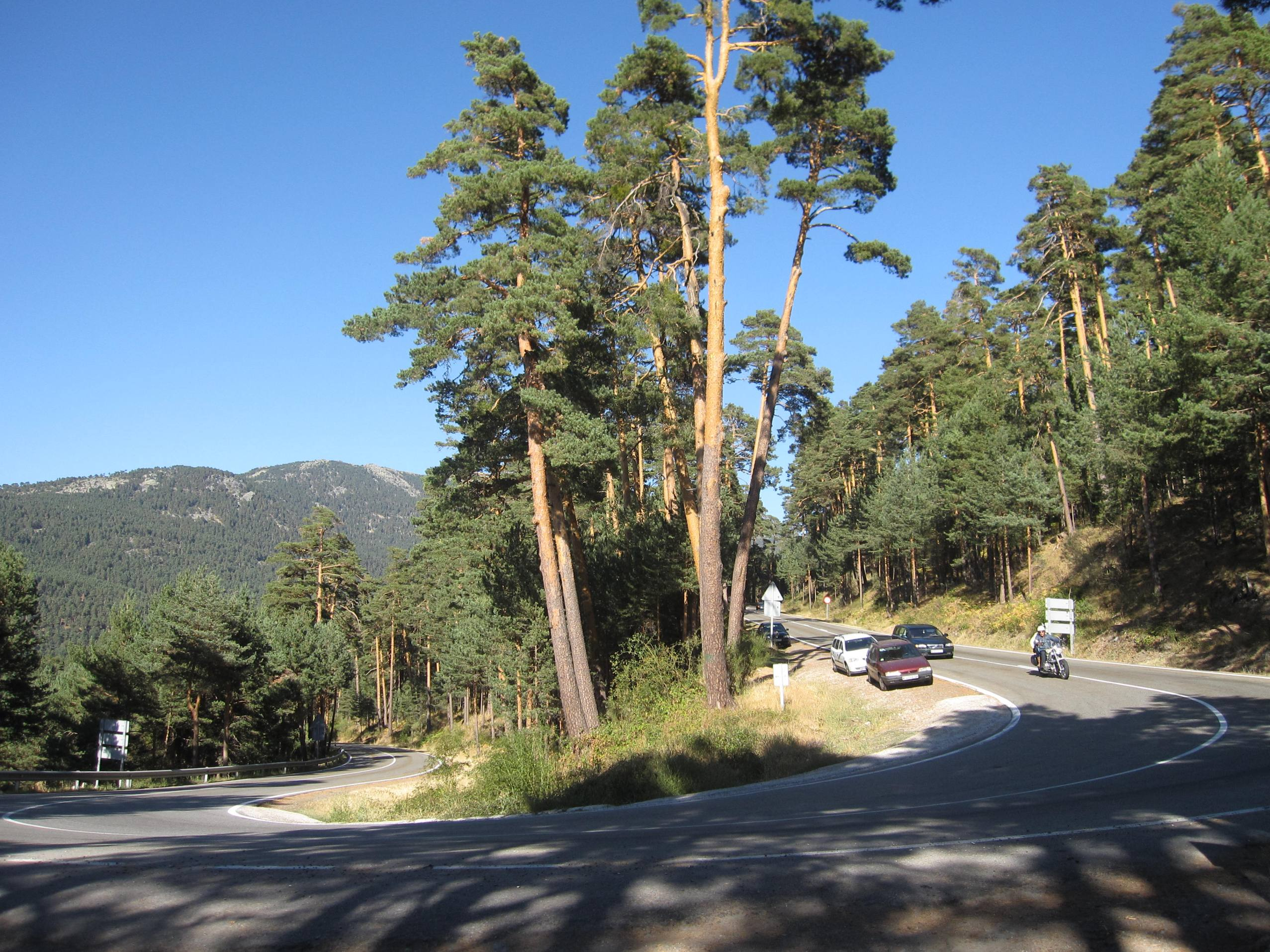
Una de las "siete revueltas".

La vía, con un longitud de 26,720 km y perteneciente a la Red Básica de la comunidad autónoma de Castilla y León, comienza en la ciudad de Segovia. Atraviesa el embalse del Pontón Alto, el pueblo de Valsaín y La Granja de San Ildefonso.
En la zona más baja del valle de Valsaín pasa por las áreas recreativas de "Boca del Asno" y "Los Asientos". La carretera asciende por el valle atravesando las "siete revueltas", siete famosas curvas de 180° muy próximas entre ellas. Finaliza en el lo alto del puerto de Navacerrada, enlazando con la vía equivalente M-601.
Originalmente se extendía hasta la ciudad de Valladolid, conectándola así con Segovia y el puerto de Navacerrada. Esa parte de la carretera fue convertida en autovía bajo la denominación autovía de Pinares (A-601).

## Tráfico
El tráfico promedio de la CL-601 registrado en 2010 se detalla en la tabla siguiente:
| KM     | Intensidad media diaria | % Vehículos pesados | Ubicación del P.K. de medición                            |
| ------ | ----------------------- | ------------------- | --------------------------------------------------------- |
| 3,100  | 12.428                  | 4,22                | Entre SG-20 (Segovia) y Carretera de Palazuelos de Eresma |
| 4,300  | 9.511                   | 4,38                | Entre la Carretera de Palazuelos de Eresma y La Granja    |
| 10,500 | 5.409                   | 3,51                | Entre La Granja y límite con C. A. Madrid                 |

## Recorrido
| Segovia ( SG-20 ) - Puerto de Navacerrada ( M-601 ) | Segovia ( SG-20 ) - Puerto de Navacerrada ( M-601 ) | Segovia ( SG-20 ) - Puerto de Navacerrada ( M-601 )                  | Segovia ( SG-20 ) - Puerto de Navacerrada ( M-601 ) | Segovia ( SG-20 ) - Puerto de Navacerrada ( M-601 ) |
| Elemento y velocidad                                | Esquema                                             | Nombre de Salida                                                     | Carretera que enlaza                                | Notas                                               |
| --------------------------------------------------- | --------------------------------------------------- | -------------------------------------------------------------------- | --------------------------------------------------- | --------------------------------------------------- |
|                                                     |                                                     | Segovia                                                              | CL-601a                                             | [ nota 1 ]                                          |
| Valladolid, Soria                                   | SG-20 A-601 N-110                                   |                                                                      |                                                     | [ nota 1 ]                                          |
| Madrid, Ávila                                       | SG-20 AP-61 N-603 N-110                             |                                                                      |                                                     | [ nota 1 ]                                          |
| Palazuelos de Eresma                                | Hacia SG-V-6122                                     |                                                                      |                                                     | [ nota 1 ]                                          |
|                                                     |                                                     | Palazuelos de Eresma, Destilerías DYC; Urbanización El Carrascalejo. | Hacia SG-V-6122                                     | [ nota 1 ]                                          |
|                                                     |                                                     | Antiguo acceso a la Urbanización Peñas del Erizo                     |                                                     | [ nota 1 ]                                          |
|                                                     |                                                     | Palazuelos de Eresma, Diputación Provincial                          | SG-V-6126                                           | [ nota 1 ]                                          |
| Urbanización Peñas del Erizo                        | Calle la Vaguada                                    |                                                                      |                                                     | [ nota 1 ]                                          |
| Palacio de Congresos, Campo de Golf "La Faisanera"  | Calle de la Faisanera                               |                                                                      |                                                     | [ nota 1 ]                                          |
|                                                     | Urbanización Parque Robledo                         | Calle Las Calderas                                                   |                                                     | [ nota 1 ]                                          |
|                                                     |                                                     | Cruce Cañada Real Soriana Occidental                                 | Camino natural de la Cañada Real Soriana Occidental | [ nota 1 ]                                          |
|                                                     |                                                     | Cacera de Navalcaz                                                   |                                                     | [ nota 1 ]                                          |
|                                                     |                                                     | Embalse del Pontón                                                   | Carretera de la Presa del Pontón Alto               | [ nota 1 ]                                          |
|                                                     | Riofrío                                             | Ruta de los Reales Sitios                                            |                                                     | [ nota 1 ]                                          |
|                                                     |                                                     | Cacera de Navalcaz                                                   |                                                     | [ nota 1 ]                                          |
|                                                     |                                                     | Río Eresma Embalse del Pontón                                        |                                                     | [ nota 1 ]                                          |
|                                                     |                                                     | LA GRANJA DE SAN ILDEFONSO                                           |                                                     | [ nota 1 ]                                          |
| ..                                                  | Gasolinera                                          | Gasolinera                                                           |                                                     |                                                     |
|                                                     | Paseo del Duque Urbanización privada                |                                                                      |                                                     |                                                     |
|                                                     |                                                     |                                                                      |                                                     |                                                     |
|                                                     | Paseo Don Juan de Borbón                            |                                                                      |                                                     |                                                     |
|                                                     |                                                     |                                                                      |                                                     |                                                     |
|                                                     |                                                     |                                                                      |                                                     |                                                     |
|                                                     |                                                     | Torrecaballeros, Trescasas                                           | SG-P-6121                                           | [ nota 2 ]                                          |
|                                                     |                                                     | Centro Urbano Palacio Real de La Granja de San Ildefonso             | Calle Alameda                                       |                                                     |
|                                                     |                                                     |                                                                      |                                                     |                                                     |
|                                                     |                                                     | Paseo del Duque                                                      |                                                     |                                                     |
|                                                     |                                                     | LA GRANJA DE SAN ILDEFONSO                                           |                                                     |                                                     |
|                                                     | Arroyo del Rastrillo                                |                                                                      |                                                     |                                                     |
|                                                     |                                                     | LA PRADERA                                                           |                                                     |                                                     |
|                                                     |                                                     | Calle Primera                                                        |                                                     |                                                     |
|                                                     | Calle Segunda                                       |                                                                      |                                                     |                                                     |
|                                                     |                                                     |                                                                      |                                                     |                                                     |
|                                                     |                                                     | Calle Tercera                                                        |                                                     |                                                     |
|                                                     | Calle Cuarta Calle Acacias                          |                                                                      |                                                     |                                                     |
|                                                     | Valsaín                                             | Carretera Robledo                                                    |                                                     |                                                     |
|                                                     | Calle Quinta                                        |                                                                      |                                                     |                                                     |
|                                                     | Parking                                             |                                                                      |                                                     |                                                     |
|                                                     |                                                     |                                                                      |                                                     |                                                     |
|                                                     |                                                     | Calle Sexta                                                          |                                                     |                                                     |
|                                                     | Barrio Nuevo                                        |                                                                      |                                                     |                                                     |
|                                                     | Centro Nacional de Educación Ambiental (CENEAM)     | Camino Juego de Bolos                                                |                                                     |                                                     |
|                                                     | LA PRADERA                                          |                                                                      |                                                     |                                                     |
| [ nota 3 ]                                          |                                                     | Entrada a Navacerrada                                                | Entrada a Navacerrada                               |                                                     |
| *                                                   |                                                     | Arroyo de Peñalara                                                   | Arroyo de Peñalara                                  |                                                     |
| *                                                   |                                                     | Arroyo del Miedo                                                     | Arroyo del Miedo                                    |                                                     |
| *                                                   |                                                     | Área recreativa Los Asientos                                         | Área recreativa Los Asientos                        |                                                     |
| *                                                   | Arroyo de Valdeclementillo                          |                                                                      |                                                     |                                                     |
| *                                                   | ..                                                  | Fuente                                                               | Fuente                                              |                                                     |
| *                                                   |                                                     | Arroyo de la Boca del Asno                                           | Arroyo de la Boca del Asno                          |                                                     |
| *                                                   |                                                     | Área recreativa La Boca del Asno                                     | Camino La Boca del Asno                             |                                                     |
| *                                                   |                                                     | Arroyo de Camaliebre                                                 | Arroyo de Camaliebre                                |                                                     |
| *                                                   |                                                     | Arroyo del Retamar                                                   | Arroyo del Retamar                                  |                                                     |
| *                                                   |                                                     | Parking Fuente Zona de Senderismo                                    | Parking Fuente Zona de Senderismo                   |                                                     |
| *                                                   |                                                     | Río Eresma                                                           | Puente de la Cantina                                |                                                     |
| *                                                   |                                                     | Parking                                                              | Parking                                             |                                                     |
| *                                                   | Casa de la Pesca (abandonado)                       |                                                                      |                                                     |                                                     |
|                                                     |                                                     | Las Siete Revueltas                                                  |                                                     |                                                     |
| *                                                   |                                                     | Arroyo de Peñarrodada                                                | Arroyo de Peñarrodada                               |                                                     |
| *                                                   | ..                                                  | Parking (1)                                                          | Parking (1)                                         |                                                     |
| *                                                   | ..                                                  | Fuente                                                               | Fuente                                              |                                                     |
| *                                                   | ..                                                  | Parking (2)                                                          | Parking (2)                                         |                                                     |
| *                                                   | ..                                                  | Parking (3)                                                          | Parking (3)                                         |                                                     |
|                                                     |                                                     | Puerto de Navacerrada                                                |                                                     |                                                     |
|                                                     |                                                     | Puerto de Los Cotos                                                  | SG-615                                              |                                                     |
| Rascafría                                           |                                                     |                                                                      | SG-615                                              |                                                     |
| E-5 A-1 Madrid - Burgos                             |                                                     |                                                                      | SG-615                                              |                                                     |
|                                                     |                                                     | COMUNIDAD DE MADRID . CASTILLA Y LEÓN Provincia de Segovia .         |                                                     |                                                     |
|                                                     |                                                     | Fin de CL-601 Inicio de M-601                                        | M-601                                               |                                                     |